# Traité de Saint-Germain-en-Laye (29 juin 1679)
Pour les articles homonymes, voir Traité de Saint-Germain-en-Laye.
Le traité de Saint-Germain-en-Laye est un traité de paix signé le 29 juin 1679 entre le roi de France Louis XIV et le roi de Suède Charles XI d'une part, et l'électeur de Brandebourg Frédéric-Guillaume Ier d'autre part. Il rétablit les possessions suédoises de Brême-et-Verden et de la Poméranie suédoise prises par le Brandebourg durant la guerre de Scanie. 
Les négociations furent menées du côté brandebourgeois par le ministre Meinders (de), par l'intermédiaire de Louis de Beauvau, sieur d'Épense.
Il a été suivi d'un traité secret de Saint-Germain du 25 octobre 1679 entre Louis XIV et l'électeur de Brandebourg. Il fait partie des traités de la Paix de Nimègue, qui comprennent dix traités de paix[réf. nécessaire] et un traité de commerce et de navigation.